# Kumanovo
Kumanovo je grad koji se nalazi na sjeveru Republike Sjeverne Makedonije, na važnom križanju puteva, između Srbije (sjever), Bugarske (istok) i Grčke (jug).
Grad Kumanovo ima oko 80 000 stanovnika (1996.), i treći je po veličini grad u Sjevernoj Makedoniji. Kumanovo je upravno sjedište Općine Kumanovo (ta teritorijalna podjela odgovara hrvatskom pojmu županija) koja je jedna je od najvećih u Sjevernoj Makedoniji.

## Povijest
U 11. stoljeću, na valu velikih provala nomadskih azijskih plemena na teritorij Bizanta (Istočno Rimsko Carstvo)  kroz ove krajeve provaljuju i Pečenezi, Uzi, i Kumani, po ovim posljednjima je najvjerojatnije Kumanovo i dobilo ime. 
Kumanovo se kao naselje spominje već 1519. godine, tada je bilo samo selo u tzv - Nagoričkoj nahiji (Otomanski teritorijalni ustroj), koja je pak spadalo u Ćustendilski sandžak. U to doba Kumanovo je kao naselje imalo samo 52 obitelji/kuća s oko 300 stanovnika.
Na prijelazu iz 16. u 17. stoljeće Kumanovo je preraslo u grad i postalo administrativni centar - Kumanovske nahije. U XVII st. grad
postaje sjedište velike pobune protiv otomanske vlasti za vrijeme Karpoševog ustanka (1689.). Nakon slamanja otpora, otomanske vlasti poduzele su velike represalije nad lokalnim stanovništvom ( pogubljenja, masovna preseljenja ), tako da su i grad i njegova okolica pali u stagnaciju, koja je trajala gotovo čitavo XVIII st. Mnogi stanovnici potražili su utočište u vrlo dalekim krajevima; Vojvodina, Ukrajina, Mađarska, na to podsjećaju toponimi naselja koje su osnovali u doseljenim krajevima.
Razvitak Kumanova, vezan je uz njegovu stočnu tržnicu - Tumbu, koja je inače i bila sinonim za sam grad (nalazila se u centru grada). Nagli razvoj te tržnice počeo je dolaskom željeznice u grad 1888., kada se moglo organizirati i prevoženje veće količine stoke, ili stočnih sirovina; kože, vune. Uz tu tržnicu rastao je i grad.
Na početku XX st. pored Kumanova, (23. listopada, 1912.), odigrala se jedna od presudnih bitaka Prvog balkanskog rata - Kumanovska bitka, u kojoj je srbijanska vojska, pod komandom generala Radomira Putnika, odbacila otomanske snage i nakraju ih natjerala u povlačenje.
Nakon toga Kumanovo je kao i ostali dio Makedonije dospio pod vlast Srbije. 
U toku Prvog svjetskog rata, Kumanovo je bilo pod vlašću Bugarske (1914. – 1918.), a po završetku rata, pod vlašću Kraljevne SHS i Kraljevine Jugoslavije.
Za Drugog svjetskog rata, Kumanovo ponovo dolazi pod vlast Bugarske (1941. – 1944.). Otpor bugarskoj okupaciji u Kumanovu i okolici, počeo je vrlo rano, već 11. listopada 1941. pod vodstvom Hristijana Karpoša. Poslije početnih uspjeha otpora, ustanak je naglo zamro, zbog vrlo odlučnih bugarskih mjera, strijeljanja, uhićenja i prisilnih deportacija u koncentracijske logore (unutar Bugarske), velikog dijela stanovništva. Ustanak se ponovno razbuktao tek 1943. godine. 
Po kapitulaciji Bugarske 1944., Kumanovo ulazi u sastav novoosnovane FNRJ, kasnije SFRJ. Od 1992. Kumanovo se nalazi u sastavu neovisne Republike Makedonije.

## Kultura i gradske znamenitosti
U gradu koji je relativno novijeg datuma, značajni objekti su; Eski džamija ( izgrađena 1751. ), crkva Sv. Nikole ( podignuta 1851. na mjestu starije manje crkvice istog imena)  od strane Andreja Damjanova, makedonskog graditelja.
- Okolica Kumanova ima puno značajnije spomenike, najznačajniji je svakako crkva Sv. Georgi ( XI-XIV st.) u gradiću Staro Nagoričane, Manastir Karpino( XVI - XIX st.), blizu sela Orah, te manastrirska crkva Uzačašća Marijina u selu Matejče, crkvica Sv. Petka u selu Mlado Nagoričane.
- Okolica Kumanova prepuna je tragova života iz najstarijih vremena. Najznačajnija nalazišta su; Gradište iz brončanog doba( blizu sela Pelince ), neolitska naseobina ( pokraj sela Mlado Nagoričino), rimsko groblje Drezga ( pored sela Lopate ).
- Pored Kumanova, na lokaciji Zebrnik (kod sela Mlado Nagoričino), nalazi se spomenik srpskim vojnicima, palim u Kumanovskoj bitci za Prvog balkanskog rata.
- Veliko otkriće priredio je arheolog Jovica Stankovski, otkrivši 2001.g. 4 000 g. stari megalitski astronomski observatorij na nalazištu Kokino, oko 30 km sjeveroistočno od Kumanova. Njegovo otkriće prihvatili su i relevatni znanstveni krugovi, američka NASA, smjestila je njegov observatorij na četvrto mjesto sličnih nalaza ( iza Stonehenge itd.).
- Nedaleko Starog Nagoričana, u selu Pelince, na granici sa Srbijom izgrađeno je izletište i Memorijalni centar ASNOM-a.

## Gospodarstvo
Kumanovo se je značajnije počelo razvijati tek od 19. st. kada je kroz njega prošla željeznička pruga( 1888.) barona Hirscha, Solun - Skopje - Beograd. Tada je postao regionalni trgovački i zanatski centar, a i broj stanovnika mu se ubrzano uvećavao. Nagli industrijski razvoj grad je doživio u drugoj polovici 20 stoljeća. U gradu djeluje ; duhanska, metalna, drvna, tekstilna i obućarska industrija. I dan danas je prilično jak industrijski centar i administrativno - trgovačko sjedište poljoprivredno-stočarskog kraja.

## Gradovi prijatelji
- Bijeljina, Bosna i Hercegovina
- Plovdiv, Bugarska
- Varaždin, Hrvatska

## Vanjske poveznice
- Službene stranice općine Kumanovo  Arhivirana inačica izvorne stranice od 31. prosinca 2007. (Wayback Machine)
- Službene stranice radio Bravo Kumanovo  Arhivirana inačica izvorne stranice od 19. studenoga 2012. (Wayback Machine)
- Megalitski observatorij Kokino  Arhivirana inačica izvorne stranice od 6. lipnja 2007. (Wayback Machine)
- Kumanovski Jazz festival  Arhivirana inačica izvorne stranice od 25. veljače 2006. (Wayback Machine)
- Kumanovo na kanadskim stranicama   Arhivirana inačica izvorne stranice od 17. travnja 2008. (Wayback Machine)